# Rue des Lavandières-Sainte-Opportune
La rue des Lavandières-Sainte-Opportune est une voie du 1er arrondissement de Paris, en France.

## Situation et accès
La rue commence au no 24, avenue Victoria et au no 2, rue Saint-Germain-l'Auxerrois et finit au no 7, rue des Halles ; elle est située dans le 1er arrondissement de Paris, quartier Saint-Germain-l'Auxerrois et quartier des Halles.

## Origine du nom
La dénomination de cette rue lui vient de ce que les blanchisseuses ou lavandières l'habitaient pour être plus proches de la Seine.

## Historique
La rue portait déjà ce nom au XIIIe siècle.
Elle est citée dans Le Dit des rues de Paris, de Guillot de Paris, sous la forme « rue à Lavendières ».
Elle est citée sous le nom de « rue des Lavandières » dans un manuscrit de 1636.
L'épithète « Sainte-Opportune » permettait de différencier cette rue de la rue des Lavandières-Place-Maubert, ancienne rue du 5e arrondissement, aujourd'hui disparue.
En 1816, cette rue commençait aux nos 36-38, rue Saint-Germain-l'Auxerrois et finissait aux nos 1-2, rue des Fourreurs et place du cloitre Sainte-Opportune. Elle était alors située dans l'ancien 4e arrondissement et la rue faisait partie de trois quartiers :
- le quartier du Louvre pour les nos 1 à 27 et 2 à 16[2] ;
- le quartier Saint-Honoré, côté impair, nos 29 à 59[3] ;
- le quartier des Marchés, côté pair, nos 18 à 30[4].

À cette époque, les numéros de la rue étaient noirs, le dernier numéro impair était le no 41 et le dernier numéro pair était le no 30.
La rue est prolongée jusqu'au quai de la Mégisserie lors de la construction du théâtre du Châtelet,. Un arrêté du 16 juillet 1912 donnera le nom de rue Édouard-Colonne au tronçon compris entre le quai de la Mégisserie et l'avenue Victoria.

## Bâtiments remarquables et lieux de mémoire
- Statue de sainte Opportune située place Sainte-Opportune, à l'angle de la rue des Halles et de la rue des Lavandières-Sainte-Opportune (Paris 1er).

### Personnalités ayant habité cette rue
- Nicolas Félix Vandive, greffier au Grand Conseil, conseiller notaire secrétaire maison et Couronne de France près la Cour de Parlement. Lors de la dernière maladie du roi Louis XV, il fut envoyé le dimanche 1er mai 1774 par le Parlement de Paris pour aller s'enquérir de sa santé peu avant son décès.
- Germain Boffrand (1667-1754), architecte et ingénieur, aurait vécu dans cette rue en 1726.

### Musique
Lavandières est le titre d'une chanson écrite et interprétée par Pierre-Michel Sivadier en référence à la rue des Lavandières-Sainte-Opportune. La chanson est publiée en 2008 dans l'album du compositeur intitulé Rue Francœur.

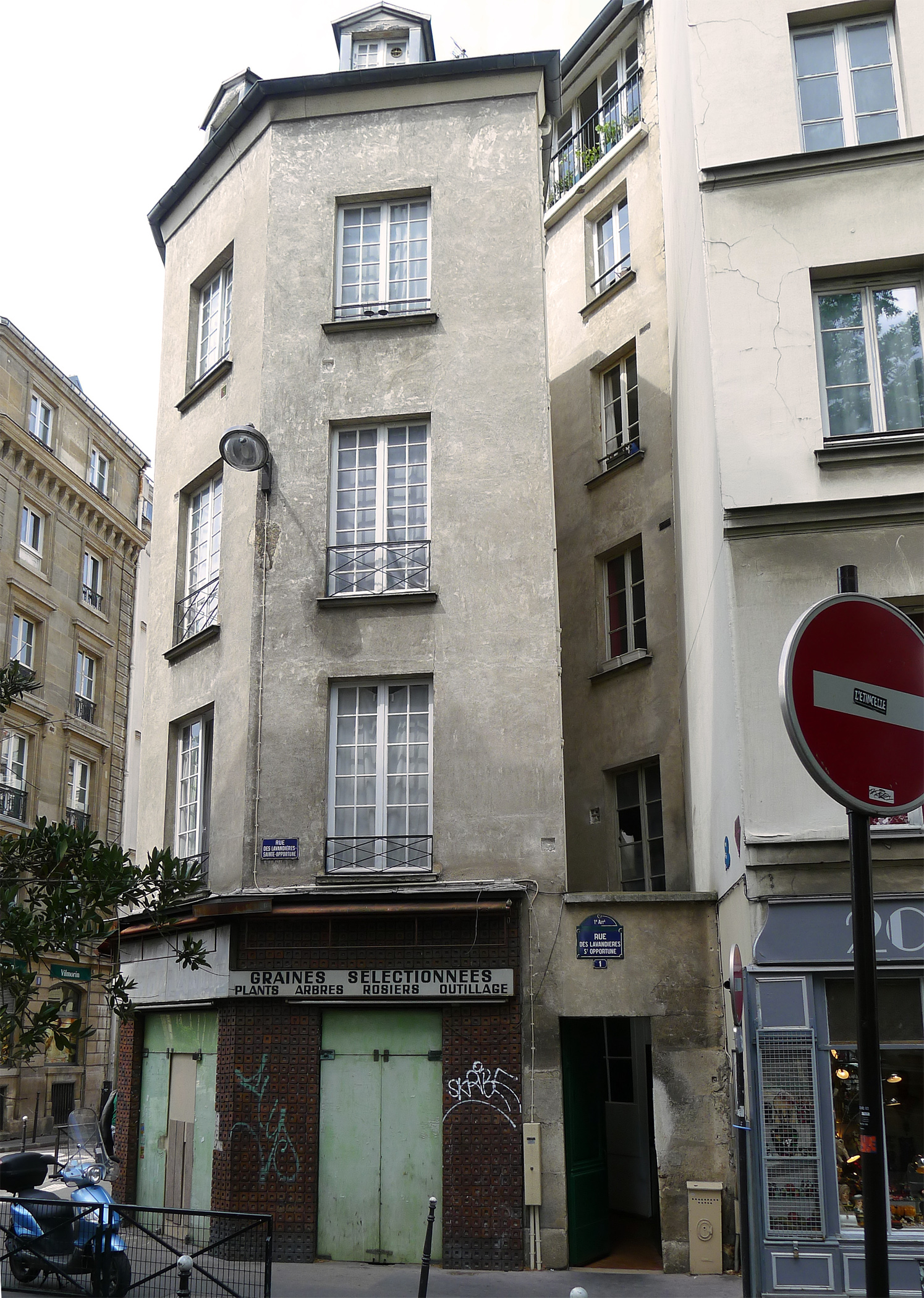
No 1, inscrit aux M.H.
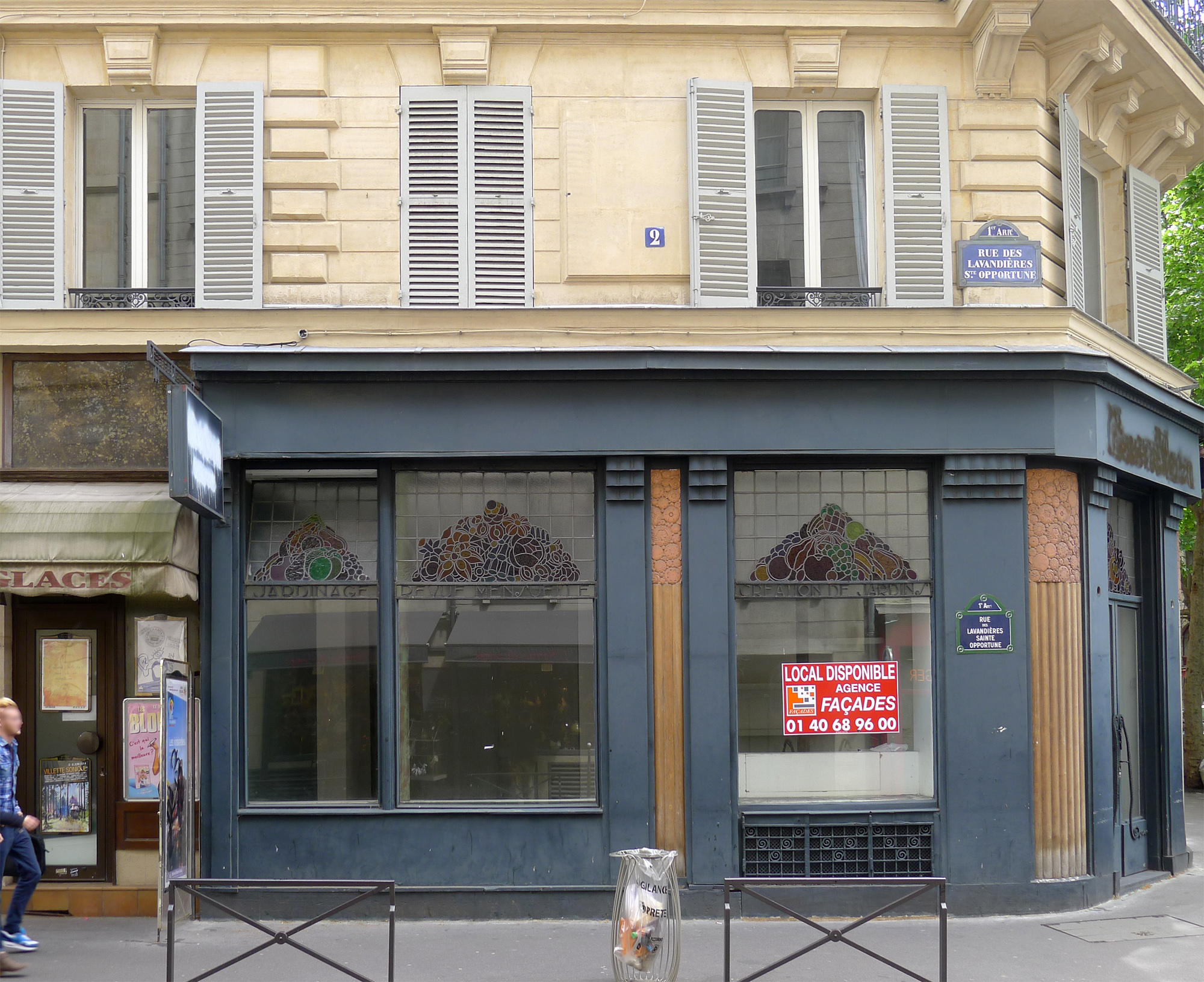
No 2.
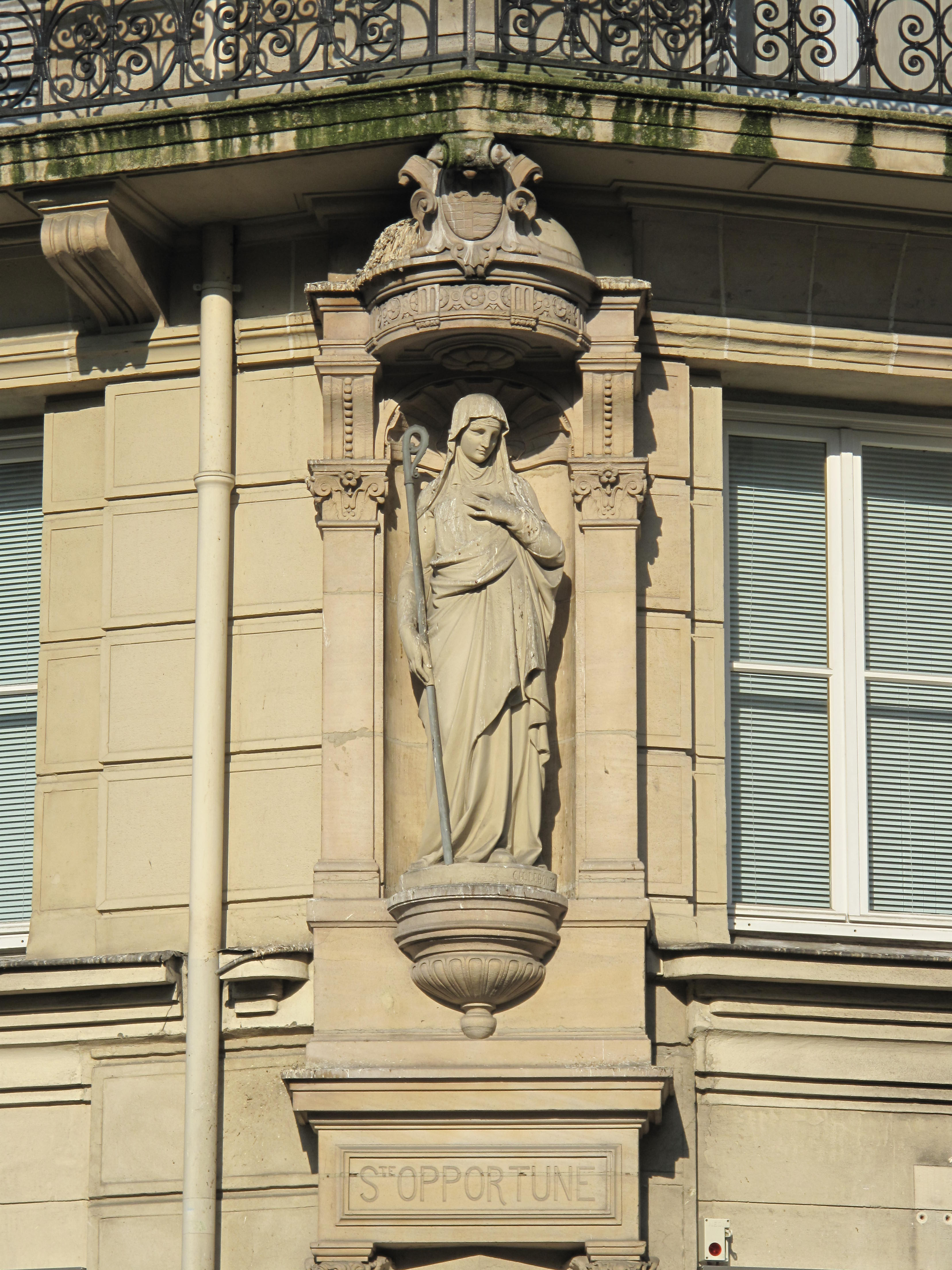
Statue de sainte Opportune.
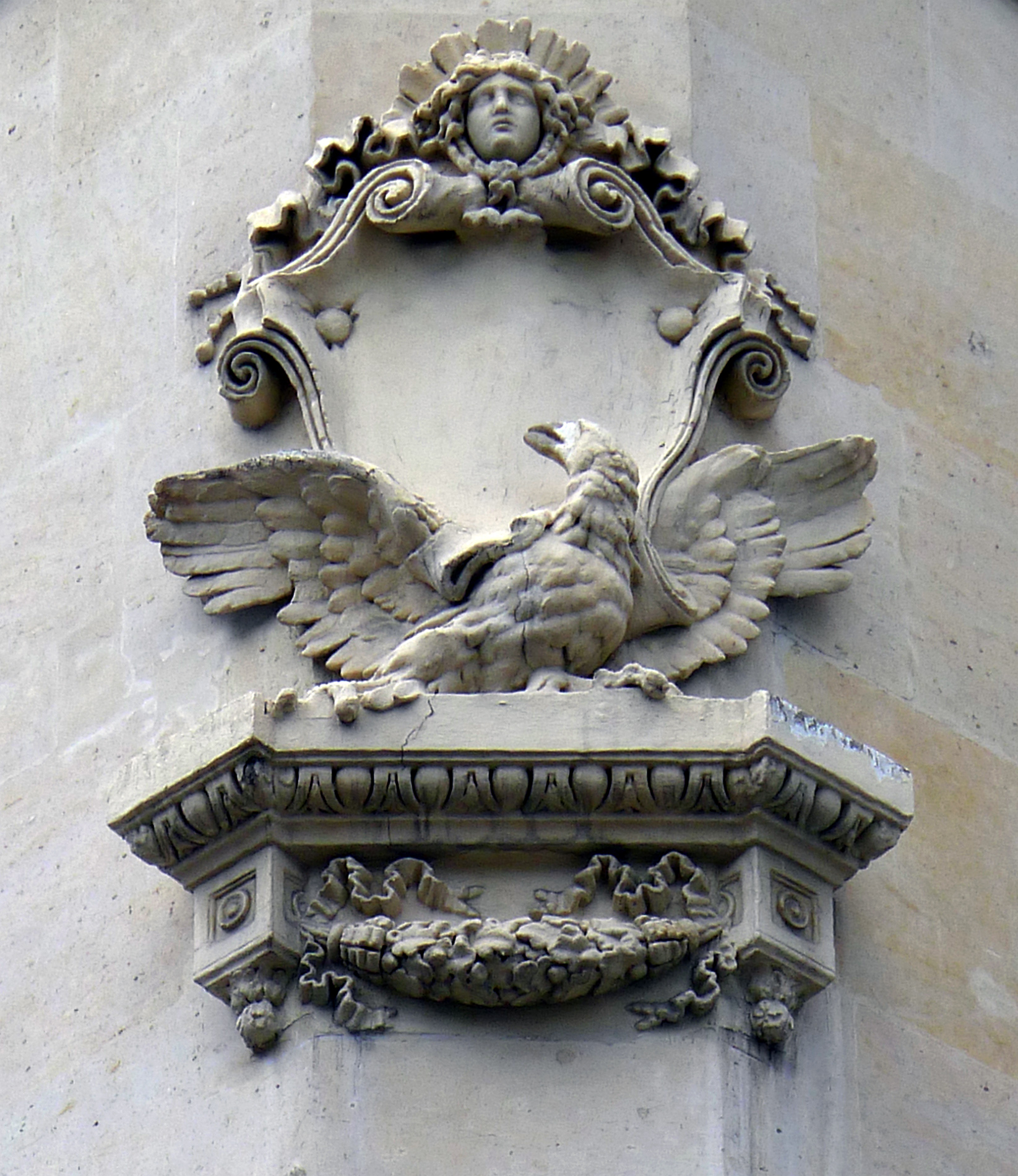
Bas-relief à l'angle avec la rue Jean-Lantier.

## Pour approfondir